# Antonio Sánchez Valdés
Antonio Sánchez Valdés, detto Antón (Oviedo, 2 luglio 1914 – Oviedo, 30 ottobre 2005), è stato un calciatore e allenatore di calcio spagnolo, di ruolo attaccante.

## Biografia
Nacque a Oviedo, nelle Asturie, in piazza Primo de Rivera. Si sposò con Marcelina López Pérez ed ebbe una figlia, Visitación.
Morì nella sua città natale all'età di 91 anni.
Era solito scendere in campo indossando un basco, calato fino alle orecchie per nascondere la calvizie.
Il 6 febbraio 2001, la città di Oviedo ha dato il suo nome alla strada che porta al nuovo stadio di calcio.
È sepolto nel cimitero di San Esteban de las Cruces. Ha chiesto di essere sepolto indossando il suo basco.

## Caratteristiche tecniche
Durante tutta la sua carriera, si distinse per la potenza del tiro e per la sua rapidità. Giocò come punta centrale e come esterno offensivo destro. Aveva uno spiccato senso del gol.

## Carriera

### Giocatore
Antonio Sánchez Valdés inizia a tirare i primi calci al pallone nel collegio dei Maristi della sua città. A tredici anni entra nelle giovanili del Real Oviedo. Tra il 1933 e il 1935 gioca nelle giovanili della Sportiva Ovetense prima di tornare al Real Oviedo.
Debutta con la prima squadra in Primera División nel 1935, nella partita vinta per 6-2 in casa del Racing Santander. Nella partita successiva, l'8 dicembre, segna il suo primo gol nella vittoria per 5-2 contro l'Hércules. Il 12 aprile realizza la sua prima doppietta, contribuendo alla vittoria per 5-4 sul campo dell'Osasuna. In totale, sotto la guida dell'allenatore Anacleto José María Peña, nella sua prima stagione colleziona 8 presenze e tre gol. Antón forma la cosiddetta «delantera eléctrica» completando il reparto offensivo con Gallart, Lángara, Herrerita e Emilín. Grazie alle loro reti, il Real Oviedo conclude il campionato al terzo posto, raggiungendo il miglior piazzamento della sua storia.
Negli anni successivi il campionato spagnolo si ferma a causa della guerra civile. Al termine del conflitto, lo stadio di Buenavista e gravemente danneggiato perciò i giocatori del Real Oviedo sono costretti a lasciare la squadra e vanno a giocare in prestito in altri club per una stagione. Antón viene ceduto in prestito al Zaragoza insieme al suo amico Enrique Soladrero. Debutta il 3 dicembre 1939, in occasione della prima giornata di campionato vinta per 3-2 contro il Celta Vigo, realizzando il primo gol della sua squadra dopo sette minuti di gioco. Si tratta del primo gol della storia del Saragozza nella Liga spagnola. Il 17 dicembre realizza una doppietta contro l'Atlético Aviación. Alla fine della stagione sarà il miglior marcatore della squadra aragonese con 10 reti in 21 presenze.
Nella stagione successiva è richiesto dalla squadra del Barcellona ma decide di tornare a Oviedo, dove giocherà per altre dieci stagioni, fino al 1950. Il 23 febbraio 1941 mette a segno la sua prima tripletta nella vittoria per 6-0 contro l'Hércules.
Nella stagione 1933-1934 raggiunge il suo record di reti stagionali, segnando 13 gol. Antón lascia il Real Oviedo al termine della stagione 1950-1951, in cui gioca tre partite in Segunda División con la squadra delle Asturie appena retrocessa.
Nel 1950 si unisce al Círculo Popular de La Felguera, in Tercera División. La squadra arriva al secondo posto in campionato, sfiorando la promozione in Segunda División. Rimane a La Felguera, fino al ritiro avvenuto nel 1951.

### Allenatore
Dopo il ritiro, allena alcune squadre delle Asturie nelle categorie inferiori. Con il Santiago de Aller e con il Vetusta, squadra filiale del Real Oviedo, ottiene la promozione in Tercera División.
Continua a lavorare per il Real Oviedo ricoprendo diversi incarichi in società e allenando la prima squadra per alcune partite. Nella stagione 1967-1968, guida per cinque partite il Real Oviedo in Segunda División ricoprendo il ruolo lasciato vacante da Antonio Cuervo Fernández.